# Dominique Chaboche
Dominique Chaboche, né le 12 mai 1937 à Paris et mort le 15 novembre 2005 au Port-Marly, est un entrepreneur et homme politique français, membre du Front national (FN).

## Biographie
Dominique Chaboche est le fils d'Henri Chaboche, directeur commercial des établissements E. Chaboche, qui fabriquaient et commercialisaient notamment les poêles à feu continu La Salamandre, inventées par l'aïeul, Edmond Chaboche (1857-1929). Sa mère est née Marguerite Geny.
Il commence par militer à l'UDCA de Pierre Poujade, soutient Jean-Marie Le Pen aux élections législatives de 1955, et rejoint celui-ci au Front national des combattants en 1956.
Il milite au mouvement Occident en 1964, et participe à la campagne présidentielle de Jean-Louis Tixier-Vignancour en 1965 (5,19 %).
En septembre 1972, il participe à la fondation du Front national, dont il devient rapidement membre du Bureau national et du Comité central.
Après l'éviction d'Alain Robert du secrétariat général du Front national en septembre 1973, Jean-Marie Le Pen appelle Dominique Chaboche à ce poste, qu'il gardera jusqu'en 1974. Il fut également trésorier du FN.
Devenu vice-président du Front national en 1976, il est d'abord chargé de la propagande, puis des affaires étrangères du FN en 1998 avec Bernard Antony, Jean-Claude Martinez, Martine Lehideux, Carl Lang et Roger Holeindre, et soutient plusieurs partis d'Europe de l'Est (Parti national slovaque, le RNU russe, le MIÉP hongrois, la Ligue des familles polonaises, le Parti de la Grande Roumanie, le Parti radical serbe…), dont il invite la plupart des délégations à la Fête des Bleu-blanc-rouge.
En 1984, il est élu député européen, siège au Groupe des droites européennes, et démissionne en 1986. Il est député de Seine-Maritime de 1986 à 1988. De 1986 à sa mort en 2005, il fut vice-président du conseil régional de Haute-Normandie, et présidait le groupe FN. Il était conseiller municipal de Rouen depuis 1989.
Il était proche du Mouvement normand.

### Carrière professionnelle
Dominique Chaboche est directeur des centres commerciaux Ulis 2, Vélizy 2, et Parly 2. De 1974 à 1984, il occupe le poste de directeur du service « gestion commerciale et marketing » de la Société des centres commerciaux.
Il est également le gérant de la société « Europaris Conseil » et de la société de presse DLP (Diffusion libre et presse), toutes deux domiciliées au siège national du FN, à Saint-Cloud.